# ジム改
- 機動戦士ガンダム0083 STARDUST MEMORY > ジム改
- ジムシリーズのバリエーション > ジム改

ジム改（ジムかい、GM TYPE C）は、「ガンダムシリーズ」のうち宇宙世紀を舞台にした作品に登場する架空の兵器。有人操縦式の人型機動兵器「モビルスーツ（MS）」のひとつ。初出は、1991年発売のOVA『機動戦士ガンダム0083 STARDUST MEMORY』。地球連邦軍の量産型MSで、シリーズ第1作『機動戦士ガンダム』に登場したジムの改良型である。
本記事では、外伝作品などに登場するバリエーション機についても解説する。

## デザイン
メカニックデザインはカトキハジメであるが、ベースとなったのは1990年に模型誌『モデルグラフィックス』で掲載された企画『ガンダム・センチネル0079』でカトキがデザインしたジム（後期生産型）である。
ジム（後期生産型）は、カトキが同じく「センチネル0079」でリファインしたRX-78-2 ガンダム（のちに「ガンダム (Ver.ka)」と呼ばれることになる）をもとに、ジムがガンダムの量産型であることから逆算的にデザインしたものである。そのため、本デザインは通常のジムのリファイン版でもある。ジムとしての相違点は、1989年に発売されたOVA『機動戦士ガンダム0080 ポケットの中の戦争』に登場したジム系のデザイン（出渕裕が担当）を踏襲しており、ランドセルはジム・コマンド宇宙戦仕様、頭部は寒冷地用ジムとの共通点がうかがえる。
OVA『機動戦士ガンダム0083 STARDUST MEMORY』で「ジム改」として流用するに当たっては、デザインに若干の変更が加えられている。ランドセルは「センチネル0079」版ガンダムと同型のもの（ビーム・サーベル・ラックは左側のみ）に交換され、肩口のインテークがなくなり形状もやや異なっている。臀部ビーム・サーベル・ラッチや両肩を除くサブ・スラスターも廃されている。また、同作品ではバリエーション機のパワード・ジムも登場。さまざまな追加装備の中には、「センチネル0079」版ガンダムと同様のデザインの腰部ヘリウム・コアもある。
1996年から発売されたOVA『機動戦士ガンダム 第08MS小隊』では、ジム改のデザインを流用した初期型ジムが登場。特徴的な各部の台形の凹みやランドセル中央のディテールが廃され、後頭部のアンテナやビーム・サーベルのラックもなくなり、シンプルなデザインとなっている。
2006年に発売されたOVA『機動戦士ガンダム MS IGLOO -黙示録0079-』では、ジム改のデザインをそのまま流用した後期型ジムが登場（劇中では3DCGで作画されている）。外観をはじめ型式番号やスペックの数値もジム改と同じである。当初、公式ウェブサイトでは「後期型ジム（ジム改）」と表記されていたが、のちに修正された。ただし、同サイトのサラミス級巡洋艦の解説では「RGM-79C ジム改」の表記が残っている（のちに発行された、同様の記述がある資料では「RGM-79C 後期型ジム」と表記）。それぞれ名称が異なるため、本記事では別項にて扱う。

## 設定解説
ジム系MSの規格が乱立していたことから開発された機体。「ジム改」という名称を「後期型ジム」の通称として記載している資料も存在し、同一機とする説もある。
ジム改（ジムC型）の開発元はジャブロー工廠だが設計のベースはルナツー工廠製のE型とされ、他にもオーガスタ工廠製のD型やG型の設計も反映されている。ただしG型の設計資産はほぼ活用されておらず、頭部の機構やアンテナの機能に留まっている。一年戦争後にさらなる再統合を進め、消耗部材の共有化・規格化、操作系統の均一化、固定アタッチメントの変更などいくつかの仕様変更を設けた「戦後仕様」に刷新され、残存機もこの仕様にアップデートされたとも言われている。
一年戦争末期のU.C.0079年11月下旬に初号機が完成、同年12月に実戦配備が行われた。その後、U.C.0083年には地球連邦軍の主力MSとして運用され、ジムIIの登場まで主力機を務めた。

### 武装
60mmバルカン砲
頭部に2門内装されている機関砲。連邦系MSの標準装備。
90mmマシンガン（ブルパップ・マシンガン）
型式番号：HWF GMG・MG79-90mm
ホリフィールド・ファクトリー・ウェポンズ社製で、バレルや弾種の変更が可能なガン・システムと呼ばれる兵装の一つ。ユニットを共用として互換性を高めたドッカブルタイプのブルパップ式マシンガンで、ユニットはロングライフルやジム・ライフルとの共用となっている。ジム・コマンドなども使用。戦後は高い信頼性から主力兵装のひとつとなり、バリエーションも含めて広く普及している。
ロング・ライフル（ロング・バレル・ライフル）
型式番号：HWF GR・MLR79-90mm
HFW社製ガン・システムの一仕様。宇宙空間での弾道を安定させるためにバレルが延長され、月面や小惑星でのアンブッシュのためのバイポッドを装備しており、より精密な射撃が可能となっている。マガジンも大型化され、装弾数は120発。数少ない運用記録によれば、ジム・スナイパーIIの使用により、7000メートル以上の対MS戦闘において初弾命中率95パーセントを記録したといわれる。
ジム・ライフル
型式番号：HWF-GR･MR82-90mm
HFW社製。ジム・カスタムの標準兵装。
ビーム・スプレーガン
型式番号：BR-M-79C-3
デザインはジム（後期生産型）のものと同一。
ボウワ社製で、BR-M-79C-1（通常型のジムの標準兵装）の改良型。出力1.5メガワット、装弾数は1チャージ当たり16発。ジムが頭部センサーにダメージを受けると射撃管制がおこなえなくなることから、センサー・ユニットが追加されている。これにより、命中率が20パーセント向上したといわれる。本機の標準兵装として、宇宙世紀0080年代中頃まで製造が続けられている。
360ミリハイパー・バズーカ
型式番号：HB-L-07/N-STD
ブラッシュ社製で、HB-L-03/N-STD（ガンダムや通常型のジムが装備）をベースにボウワ社製の射撃センサーを搭載したモデル。各種弾頭を装填可能で、中にはビーム・ライフルに匹敵する破壊力をもつものもある。本体からのエネルギー供給が不要であることから、戦術によってはビーム・ライフルより有効なことも多い。弾倉は完全な密封式カートリッジに改められ、交換が容易になっている。
ハイパー・バズーカ
型式番号：HB-L-X08A/N-STD
小説『機動戦士ガンダム ブレイジングシャドウ』が初出。ブラッシュ社がYHIと共同開発したハイパー・バズーカの改造モデル。弾倉はHB-L-07/N-STDと同規格で、分解してウェポンラックで運搬できるように改良されている。
ビーム・カービン
型式番号：XBC-M-83D-2C
小説『機動戦士ガンダム ブレイジングシャドウ』が初出。ボウワ社によって一年戦争末期に開発され、戦後は連邦軍特殊部隊「シャドウズ」でも試験運用が行われている試作ビーム兵器。威力、連射性能ともにビーム・ライフルとビーム・マシンガンのほぼ中間の性能を持つ。
ビーム・サーベル
連邦軍MSが装備する標準的なもの。ルナツー系のエネルギー供給システムの規格品で、対応機種ならば通常の20パーセント増の出力のビーム刃を形成できる。既存の連邦系MSにも対応可能な高効率大容量のコンデンサー・デバイスを採用している。
シールド
型式番号：RGM-M-Sh-007
ファーダゲール社製で、RGM-M-Sh-003（通常型のジムが装備）の改良モデル。地球連邦軍をあらわす十字の紋章が外されているのが特徴。マウント・ラッチ部に可動機構が採用され、上下にスライドさせることが可能となり運用性が向上している。ただし、装甲材質はルナ・チタニウム合金からチタン・セラミック複合材に変更されている。耐ビーム・コーティングはほどこされているが、直撃を受けるのは困難である。ビーム・サーベルやオプション兵装を装備・携行可能なように改修されたものもある。

### 劇中での活躍
『0083』序盤では、オーストラリアのトリントン基地所属機が登場。カラーリングはデザート・ピンクと濃紺を基調とする。ジオン残党軍の基地襲撃の際に複数機が出撃するが、その大半は撃破される。サウス・バニング大尉搭乗機は奪取されたガンダム試作2号機の追撃の指揮を執り、ザメルとの交戦で相討ちの形になりながらもビーム・サーベルでコックピットを貫いて勝利し、自身は脚を負傷したものの一命を取り留める。なお、別働隊であるカレント小隊の4機はジオン残党軍によって全滅している。中盤以降は宇宙で連邦軍の主力MSとして多数が登場しており、カラーリングは通常型のジムに準じた朱と白を基調とするが、塗り分けは一部異なる。
プラモデル『MGジム改(スタンダードカラー)』の説明書及び作例では、一年戦争時に「不死身の第4小隊」に先行投入機が配備されたことになっている（ただし媒体によって搭乗機が異なる）。また、『マスターアーカイブ』『オレら連邦愚連隊』での解釈と併せてOVA『MS IGLOO』に登場する「後期型ジム」と同一モデルと解釈されることもある（後期型の項を参照）。
漫画『機動戦士ガンダム オレら連邦愚連隊』では、教導隊「ネメシス」隊長のホーク・ロイザー大尉の専用機が登場。部隊カラーの青とライト・グレーを基調とする。「プレジデント」のコードネームで呼ばれ、「ネメシス四十八手」を駆使して多数の敵を撃破するが、キャリフォリニアでのガンダム・ピクシーとの交戦でスレイプニール隊ともども切り刻まれる（ホークは生還）。また、エルズワース基地の教導隊「コカトリス」隊長のジョンソン大尉機はガンキャノン用のビーム・ライフルを携行するが、アッグにコックピットを貫かれる。
雑誌企画『ADVANCE OF Ζ ティターンズの旗のもとに』では、「30バンチ事件」においてティターンズに徴用された部隊の機体が、ジムIIの制式採用色への再塗装を経て運用されている。

## 後期型ジム
『機動戦士ガンダム MS IGLOO -黙示録0079-』に登場。
漫画『オレら連邦愚連隊』では後期型ジムの通称がジム改と解釈されている。『マスターアーカイブ』でも一年戦争期のRGM-79Cはジャブロー工廠が設計したジム改（ジムC型）とされており、『0083』に登場したジム改は規格の統合を進めた戦後仕様として扱われている。『モビルスーツ全集1』と『モビルスーツバイブル』でもこの説を採用している。
この項目ではそれに従って『IGLOO』の後期型ジムを一年戦争期のジム改として扱う。
機体設定
ジムの後期生産型に改良をほどこしたタイプ。前期生産型の前期型/後期型（A型/B型）に続く次期汎用主力機として「RGM-79系の本流となるべき性質」を備えている。設計自体はA型のロールアウト前にD型、E型などの後期生産型と並行して行われていた。初期の生産機で発生した技術的問題をフィードバックし、フレームや装甲材質に至るまで徹底的に設計が見直され、V作戦が目指した性能の実現が図られた。
また、連邦軍のMS開発における問題であった生産性と互換性も大幅に向上している。ジェネレーター出力の向上により、高出力の専用のビーム・ガン（陸戦型ガンダムのビーム・ライフルと同型だが、バレルが短くフォアグリップが廃されている）を携行する。改良箇所が多岐に渡ることにより実戦投入は一年戦争終結間際となり、ア・バオア・クー攻略戦近くにようやく各地への配備が可能となった。
劇中での活躍
『黙示録0079』第2話で、ア・バオア・クーへ進撃する連邦軍艦隊を強行偵察するザクII S型2機の迎撃に6機が出撃、1機を集中攻撃により撃破する。第3話では、ア・バオア・クー攻略戦においてワイヤーで係留されていたサラミス級巡洋艦から多数出撃し、主力MSの一角としてボールや通常型のジムとともに侵攻する。
ゲーム『機動戦士ガンダム バトルオペレーション Code Fairy』では、オデッサ作戦と同時期の北米戦線に数機が登場する。公国軍側からは試験部隊と推測されている。

### ジム・ストライカー
メカニックデザイン企画『ハーモニー・オブ・ガンダム』に登場。
一年戦争末期に完成したジム改（後期型ジム）をベースに、近接戦闘に特化して開発された。敵機との接近時に被弾することを考慮し、着弾時の衝撃を外部へ拡散するよう内部炸薬を搭載した装甲「ウェラブル・アーマー」が全身に施され、その分の重量増をカバーするため、大型バックパック、脚部スラスターを増設している。
主武装は対接近戦で優位に戦闘を行えるように開発されたツイン・ビーム・スピア。これは伸縮可能なロッドにビーム・サーベルが2本装着された槍状の武装で、長いリーチを活かしたロッドモード、敵をなぎ払うサイズモードの2形態に変更でき、用途に応じた使い分けが可能だった。また、防御用のシールドにも、先端部分に伸張機構をもつスパイクが装着され打突武器としての使用も想定されたスパイク・シールドや、先端部分からクロー・アームを展開し、敵機を捕縛して格闘戦に持ち込むグラップ・シールドを装備するなど、破格の格闘戦力を有する機体といえた。
ジム・ストライカーは主に実戦経験を積み練度の高いエースパイロット用に少数配備。近接戦闘に特化という乗り手を選ぶ特殊な仕様のため、大きな戦果は得られなかったが、北米戦線において教導隊「ネメシス」に所属するユージ・アルカナ中尉が本機に搭乗し活躍したとされる。
また、試験的に仕様変更機が開発されており、運用実験用のテスト機をはじめ、局地戦闘用に特殊迷彩を施した「森林型」「砂漠型」、バックパックにビーム・サーベルを2本差した「指揮官用」、教導隊用に性能を向上させた「強化型」が確認されている。さらに一年戦争後、戦時中に未実施に終わった無重力下での運用が対応され、後継機であるRGM-79FC ストライカー・カスタムとのバックパックや武装など互換性を高めた機種が開発されており、これらは「ジム・ストライカー改」と呼称された。
劇中での活躍
ゲーム『機動戦士ガンダム 戦場の絆』および『機動戦士ガンダム Target in Sight』では、HGUCでプラモデル化もされた、緑とライト・グレーを基調に一部オレンジ・イエローと赤で塗り分けられた機体が登場する。またHGUC付属説明書では、12月にヨーロッパ戦線からアフリカ戦線に転属となり本機に乗り換えたパイロット（下記の教導隊所属機を知っていることが示唆されている）が搭乗する機体が、ムングベレ近くの廃都市でザクIIを撃破する様子が描かれている。
『機動戦士ガンダム スピリッツオブジオン ～修羅の双星～』では、敵キャラクターとして（自機は公国軍所属）テスト機が登場。本体はオレンジとライト・グレー、ウェラブル・アーマーがダーク・グレーで塗装されている。ジャブロー攻略戦でのジムの格納庫や、北米ニューヤークHLV基地防衛の際に交戦する。
漫画『機動戦士ガンダム オレら連邦愚連隊』では、主人公で教導隊「ネメシス」所属のユージ・アルカナ中尉の機体として登場。データ収集目的のため性能向上させた強化型であり、ネメシスの部隊色であるダークブルーの塗装が施されている。ユージのボクシング経験を活かした、最小限のダメージで相手との接近戦に持ち込むインファイトスタイルと機体特性が合致し、彼の異名である「ゾンビー・ジム」さながら北米戦線で活躍した。
また、同作者の漫画『機動戦士ガンダム アッガイ北米横断2250マイル』では、ピクシーが撃破した残存勢力の掃討任務にあたるグラップ・シールド装備機が数機登場している。
ゲーム『機動戦士ガンダム バトルオペレーション Code Fairy』では、オデッサ作戦と同時期の北米戦線に後期型ジムを従えた隊長機として、前述の緑系統の機体が登場する。

#### ストライカー・カスタム
漫画『機動戦士ガンダム カタナ』に登場。
ジム・ストライカーの流れを組む格闘戦を重視したエース専用機の一つとして一年戦争後に開発された機体。「ジム・ストライカーの次世代対応型モデル」と位置づけられ、宇宙空間でも使用可能。ジム・ストライカーと同様全身にウェラブル・アーマーを装着しているが、頭部はガンダムタイプに変更され、白を基調としたカラーリングが施されている。そのほか、ユージ・アルカナが搭乗する紺色主体のネメシス隊仕様も存在する。
ヒート・ロッドを応用したスパーク・ナックルやチェーン・マインを応用したバースト・ナックルなど武装にジオン系の技術を組み込んだ装備の他、複数のビーム発生器を備えたナックル・ダガーが用意されており、新型バックパックはそれらの武装を装着できるように設計されている。ジム系の頭部をガンダムタイプに変更し、新装備を取り付けて強化するという手法は、同時期にティターンズで開発されたガンダムTR-1［ヘイズル］と同じである。
本機の頭部には精神感応AIシステム「妖刀」が内蔵されている。これはカネサダ・ツルギ准将主導による強化人間プロジェクトの一環として、ニュータイプの兆候を持つ実子イットウ・ツルギの脳波を元に、波動の影響を用いた人類のニュータイプへの覚醒促進を目的に開発された。同時にこの波動を転用し、超振動を浴びせ物質を砂塵状にする兵器でもあり、ツルギ流居合いの奥義「空合掌底気」を再現したものである。しかし、開発段階でイットウの父カネサダへの憎しみの感情がシステムに刷り込まれており、カネサダが関与した他の妖刀システムや人為的なニュータイプに反応して自立起動する「超妖刀」が発動するリスクも持つ。

#### フルアーマー・ストライカー・カスタム
漫画『機動戦士ガンダム カタナ』に登場。
資源惑星「ハーモニーI」において、スパーダ公の搭乗するドルメルとの戦闘で大破したストライカー・カスタムのイットウ・ツルギ中佐機をベースに、反地球連邦組織シン・フェデラルが建造したストライカー・カスタム、フルアーマー・アレックスのパーツを組み合わせて改修した機体。当機は「カタナ」の愛称で呼ばれ、型式番号も現地で便宜的に付けられている。当機には、ストライカー・カスタム、ユージ・アルカナ大尉機に搭載された精神感応AI「妖刀」のコピーを装備しており、「超妖刀」の自立起動を抑制するために重装甲にした一面もある。
なお、劇中では最終戦において表示名が超妖刀SYSTEMから刀SYSTEMに変化し、先述の重装甲をすべて排除開放した「KATANAモード」に変化した。
武装面ではフルアーマー・アレックスの2連ビーム・キャノン、背部ロケット砲、胸部ミサイルベイが移植され、火力の充実が図られている。また、新たに「フカサク」と呼ばれる特殊ジャミング搭載機に用いられた格闘兵器のコールド・サーベルを装備。マニピュレーターを介した「妖刀」による超振動を発生させることが可能で、理論上は切れない物質は無い刃となっている。
「妖刀」を搭載した機体として唯一現存・回収され、サイコガンダムに転用された「妖刀」の素材としてムラサメ研へ送られた後については不明。

#### ジム・ストライカー改〈メタル・スパイダー〉
小説『機動戦士ガンダム ブレイジングシャドウ』に登場（型式番号：RGM-79FP-S1）。
スペースコロニー「ギムナシオン2」で開発されたジム・ストライカーのカスタム機で、特殊部隊「シャドウズ」のチーム6の専用機として配備されている。ウェラブル・アーマーを撤去することによって耐弾性の低下と引き換えに高い加速力を得ている。武装は頭部右側に装着されたバルカンポッド、グレネードランチャー、ヒートナイフ、スモーク・グレネード、ショット・アンカーなど。また、頭部には旧ジオン公国軍「闇夜のフェンリル隊」で実験されていた技術を流用して開発された対MS戦用サーマル・ビジョン・ゴーグルを装備、「メタル・スパイダー」の名はゴーグルの形状に由来する。右腰のサイドアーマーは箱型の爆薬とスモーク・グレネードを収納するウェポンラックに変更されており、ウェポンラックを切り離して遠隔で爆薬を起爆することも可能。ホーグ機、サイラス機、ローデシアン機の3機が設定されており、ヒート・ナイフの装備位置とカメラアイの色がそれぞれ異なる。
主な武装
H4ビーム・ライフル
型式番号：BOWA BR-M-84H-4
メタル・スパイダーが反動に耐え切れ、完全に制御できる限界値まで出力を絞ったビーム・ライフル。取り回しを優先して設計されており、重MSを確実に撃破できる火力と連射性能を両立している。
グレネードランチャー
型式番号：YHI IGL-84SB
左腰にマウントされている単発式のグレネードランチャー。本来はライフル並みの全長がある武装の銃身とストックを切り詰めたソードオフモデルとされ、飛距離と精度を引き換えにして片手撃ちを可能としている。マウントした状態でグリップと銃身が回転するため、右手と左手のどちらでも取り外しができるようになっている。
ショット・アンカー
型式番号：YHI RAQ-SS-Wp-SA
ヒート・アンカーを射出する有線式打突兵器で、ハンド・アンカーの技術が応用されている。アンカーの先端部に突起する4つの杭が内蔵されている。

#### セッシュウ・アガタ搭乗MS
雑誌『ガンダムエース』2016年12月号増刊『ガンプラエース』掲載の曽野由大の漫画「機動戦士ガンダム PLACE TO BE」に登場。名称は不明。
民間軍事会社「ウィドウ・メーカーズ」勤務で聴覚障害をもつセッシュウ・アガタ中尉が搭乗する。当初は戦車形態だが、4脚に変形し、さらにジム・ストライカーに酷似したMS形態となり、ツイン・ビーム・スピアを携行する。
連邦軍東トルキスタン方面軍司令の徐（シュー）将軍の要請により、戦時中に空軍の整備場だった石窟に立てこもる連邦分離主義者による重慶へのミサイル攻撃を阻止するため、単機で石窟内部に突入しTOS（戦術指揮統制システム）を破壊、無力化する。年代は不明だが、ウィドウ・メイカーズはチョバムアーマー装備のネモも運用している。

## 原型機・ベース機

### ジム（後期生産型）
RGM-79 GM [LATER TYPE]
雑誌企画「ガンダム・センチネル0079」に登場。
ガンダムがジャブローに残した大量のデータにより、大戦末期に投入された大気圏外機で、それ以前に生産された大気圏内機（前期生産型）と区別して後期生産型と呼ばれる。宇宙空間での使用に限定した高機動仕様のランドセルを装備し、空間戦闘を考慮してビーム・サーベルが1基追加されている。ビーム・サーベルのマウント・ラッチは、ジム・コマンドと同様に臀部に装備する。ほかに武装は、ビーム・スプレーガンとシールドを装備する。
作中での活躍
ソロモン攻略戦において、トッシュ・クレイ少尉とストール・マニングスが少尉がペアを組んで搭乗する。

### ジム（E型）
下記の初期型ジムの設定をもとに『マスターアーカイブ RGM-79 ジム』で設定された。
ルナツー工廠が開発を進めていた後期生産型の一種（型式番号：RGM-79E）。RGM-79Aの仕様策定後に宇宙空間用の本格指向モデルとして計画されたが、オーガスタ工廠製のG型の開発が想定より早かったことから、計画は中止となった。この時点でE型向けに開発中だったバックパックはGS型に、本体設計はC型に転用された。
E型の先行生産機としてRGM-79[E] 初期型ジムが製造されたが、軍内部や議会に提出される資料では両機の型式番号の表記に混同が見られた。

#### 初期型ジム
OVA『機動戦士ガンダム第08MS小隊』に登場。第1話で「死神サンダース」ことテリー・サンダースJr.軍曹が搭乗していた詳細不明の機体に、作品完結後につけられた名称。
連邦軍がRGM-79に先行する形でルナツー工廠にて完成させた、陸戦型ジムと同じく先行量産型のジム。先行量産型ジム（宇宙戦装備）などと表記する資料もある。
後期生産型の一つであるRGM-79E（ジムE型）の先行量産機とも言われている。このE型系列の本体設計がRGM-79C ジム改の原型になった。
U.C.0079年10月の時点で運用が行われていた。
劇中での活躍
サンダースJr.が半壊した本機に搭乗し、アイナ・サハリンの搭乗する高機動試作型ザクと死闘を繰り広げる姿が描かれている。その結果、ザクマシンガンの直撃で左腕と両脚を失う大ダメージを受けたほか、サンダースJr.の上官と同僚の搭乗した2機も宇宙用高機動試験型ザクに撃墜されている。
設定の変遷について
OVA『08小隊』の発表当初、この機種について特に型式番号や開発背景は設定されていなかった。一方、バンダイのプラモデル「HG 1/144 RGM-79[G] ジム」（1996年6月発売）の解説書には、陸戦型ジムに対する「宇宙用のEタイプ」が存在することが書かれていたが、これは設計が陸戦型と共通するものと説明されており、第1話のジムを思わせる説明もなかった。
『08小隊』最終話後の1999年に発刊された「電撃データコレクション 機動戦士ガンダム 一年戦争外伝2」では、第1話の機体を「RGM-79(E)先行量産型ジム(宇宙戦装備)」という名で陸戦タイプの先行量産型ジムに対応させて掲載しており、Eタイプを第1話のジムと結びつけ、ルナツー製という説明も付加した。ほぼ同時期に発刊されたムック「機動戦士ガンダムエピソードガイド」でも、型番は掲載していないが「陸戦用先行試作型ジム」の設定画に「宇宙戦用装備」として第1話のジムの設定画を掲載しており、陸戦型に対応する宇宙用の機体として扱っている。ただし、これらの資料では陸戦型と設計を同じくするという当初の説明がなくなっている。
その後、2005年ごろからこの機体は「初期型ジム」という名前で登場するようになり、宇宙用という説明もされなくなっていった。
なお、プラモデル説明書の記述に準じる「陸戦型ジムと似た姿の宇宙用ジム」も一部媒体で「先行量産型ジム 宇宙用」という名で登場している。詳細は陸戦型ジム#先行量産型ジム宇宙用を参照。
『マスターアーカイブ RGM-79 ジム』では、開発中であるRGM-79Eの先行投入機とされ、型番の表記ゆれに関しても提出した資料で混同されたものとして整合性が図られている。

## その他のバリエーション

### ジム改陸戦型
小説『機動戦士ガンダム ブレイジングシャドウ』に登場（型式番号：RGM-79C[G]）。
ジム改の仕様を陸戦向けに変更したもの。特殊部隊「シャドウズ」に所属するザルフ・ワッケン中尉の搭乗機は、シャドウズ独自の各種セッティングが施されており、脚部が陸戦型ジムのものに近い形状のものに換装されている。また、宇宙用のジム改のカスタム機だった際から引き継いでいる特徴として、陸戦型ジムのウェポンコンテナを参考にした大型ウェポンラックを背部に装備している。

#### ジム改陸戦型（サンダーボルト版）
OVA『機動戦士ガンダム サンダーボルト』に登場（型式番号：RGM-79C[G]）。
ジム改を陸戦用に改修した機体。武装は、ロングレンジ・ビーム・ライフル、ミサイル・ランチャー、アサルト・ライフル、ビーム・サーベル、シールド。スパルタンに予備機として配備されており、修理中のアトラスガンダムの代わりにイオ・フレミングが搭乗する。

#### ジム改陸戦型（フロート装備）
漫画『機動戦士ガンダム サンダーボルト』に登場（型式番号：RGM-79C[G]）。
反連邦組織「南洋同盟」が入手したジム改をもとに独自開発し運用している機体。普段は両脚部に固定されているフロートを用いて、水上を高速で滑走することが可能。また、ジム改以外のMSのジャンクパーツなども用いられており、両肩にはザクIIのものを転用したシールドが装備されている。
なお、上述のジム改陸戦型と名称および型式番号は一致しているが、機体形状は大きく異なっている。

### ジム・レイド
小説『機動戦士ガンダム ブレイジングシャドウ』で設定された（型式番号：RGM-79CA）。
一年戦争後にスペースコロニー「ギムナシオン2」でジム改を基に開発された強襲用MSで、特殊部隊「シャドウズ」によって運用されている。小隊規模での電撃作戦で運用できるように設計されており、開発に際してシャドウズチーム5のジム改を参考としている。本機に合わせて用意された大型のヒート・ダガー2基、アサルトショットガン、両脚部の3連装ミサイルポッドに加え、携帯用の10連式チェーン・マイン2基、スパイク・シールドといった実弾を主体とした各種武装を多量に搭載しており、整備性を優先してビーム・サーベル以外のビーム兵器は持たない。武装による荷重の増加に対抗しつつ突撃機動を行うために、バックパックのスラスターが大出力のものに換装されたほか、腰部後方にも新たにスラスターが設置されている。
小説のメカデザインを担当する瀧川虚至が、ゲーム『機動戦士ガンダム 戦場の絆』スタッフの依頼を受けてデザインした。ゲームスタッフから装備の指定があり、それに合わせて機体デザインが決められている。
主な武装
アサルトショットガン
型式番号：Franz EF-ASH114T
対高速兵器用の突撃散弾銃で、オートアサルトショットガンと表記されることもある。マシンガン並みの連射性能で面制圧が可能。マガジンはドラム型で交換が容易とされる。
ヒート・ダガー
型式番号：AE/ZIM. HD TYPE-2
対MS用の溶断兵器で、連邦系とジオン系の技術融合の一環として開発された。
チェーン・マイン
型式番号：AE/ZIM. C-MAIN-0011-F
対MS用の連結型爆雷兵器。ジオン系と比べて10連式に短くなっており、MSのバックパックに装着できるように改良されている。

#### ジム・レイドライト
小説『機動戦士ガンダム ブレイジングシャドウ』で設定された（型式番号：RGM-79CA）。
ジム・レイドのバリエーション機。シャドウズ仕様のジム・レイドが持つ装甲の一部をオミットすることで機体の軽量化を図っており、左腰のヒートダガーがアサルトショットガンのマガジンに変更されている。塗装も暗色系のシャドウズ仕様と異なり、オレンジと白を基調としている。

### パワード・ジム
OVA『機動戦士ガンダム0083 STARDUST MEMORY』に登場。メカニックデザインはカトキハジメ。
一年戦争終結後である宇宙世紀0083に次世代MS開発のガンダム開発計画の一環として、その装備の評価用に開発された。
評価用機体として、戦後配備された主力MSであるジム改に大型バックパック、大推力ブースター、両膝用のショック・アブソーバーユニットを装備し、30%増しの推力を発揮したとされている。評価試験機であるので、特に武装の増強は行われておらず、トリントン基地に配備された数機はジム改の装備を使用した。また、型式番号も特に与えられていない。
GP01の陸戦用バックパック（一応は宇宙でも使用可能）の評価試験をおこなっているが、RGM-79N-Fb ジム・カスタム高機動型はGP01-Fbの宇宙用ユニバーサル・ブースト・ポッドを持つバックパックの評価試験をおこなった機体である。
劇中での活躍
『0083』第1話で、ディック・アレンをテスト・パイロットとして模擬戦をおこない、データを収集する。第2話ではガンダム試作2号機の追撃にハイパー・バズーカを携行して参加するが、ジオン残党軍のドム・トローペンの不意討ちによりゼロ距離からコックピットにラケーテン・バズの直撃を受けて撃破される。なお、ジオン残党軍襲撃後のトリントン基地に、擱座したもう1機が確認できる。

#### 重装ジム改
漫画『機動戦士ガンダム0083 REBELLION』に登場。
外観は基本的にパワード・ジムと変わらないが、両肩にスタークジェガンと同型の3連装ミサイル・ポッドを装備している。ジム・カスタムのジム・ライフルを携行し、一部の機体は背部に陸戦型ジムの6連装ミサイル・ランチャーを懸架している。ソーラ・システムIIを破壊せんとするノイエ・ジールを迎撃するため、サラミス改級巡洋艦より最低3機が出撃している。

### ジム・カナール
漫画『機動戦士ガンダム エコール・デュ・シエル』に登場（型式番号：TGM-79C）。
ジム改を訓練機用に再設計した機体である。教習中に転倒や模擬戦での不用意な破損を避けるという理由から、頭部を持たない変わった形状をしている。各種パーツが安価で交換し易いよう設計されており、転倒防止用にセンサーを内蔵したバックパックを内蔵。各種オプションへのエネルギー配分は他の正規MSと同等に行われている。主にアスナ・エルマリートら訓練生が使用した。
なお、「カナール」とはフランス語で「鴨」のこと。

#### ジム・カンヌ
漫画『機動戦士ガンダム エコール・デュ・シエル』に登場する地球連邦軍のMS（型式番号：TGM-79C）。
ジム・カナールの複座仕様機だが、カナールと異なり通常タイプの頭部を持つ。縦列複座型シートを採用しており、後座に教官が同乗する。教習中の緊急時に備えて機体のコントロールを奪える機能を持つうえ、他の教習機に対して遠隔操縦が可能であることから、主に教官用の機体として使用された。

### ジム改高機動型
雑誌企画『ADVANCE OF Ζ ティターンズの旗のもとに』に登場（型式番号：RGM-79CR）。
デラーズ紛争終結後である宇宙世紀0084年に次世代MS開発の一環として開発された。新規装備の評価および連邦軍で採用されたRGM-79R ジムIIのティターンズでの採用試験用として開発された機体とされる。ジム改をジムIIの仕様へ各種センサーやスラスターを強化した機体である。この機体の運用データなどを元にグリプスでRMS-179が開発された。
わずかなオプションの変更により、さまざまな形態をとることができ、ジム・スナイパーIIIもバリエーションのひとつである。武装はジムIIとほぼ同型（サブグリップ部を廃し、Eパックを装着）のビーム・ライフルとビーム・サーベル、連邦軍MS共通のシールドなどである。

#### EWACジム
雑誌企画『ADVANCE OF Ζ ティターンズの旗のもとに』で設定された（型式番号：RGM-79EW）。
連邦軍の偵察・早期警戒型MS開発計画の中で検討されたプラン。ジム改のバックパックをアイザックとほぼ同型のセンサーレドーム搭載型に換装（センサーレドームは頭部に直結させる）、右腕には有線式山越えカメラ、左腕には取り回しやすいハイザックのシールドを装備している。
コスト面は良好だったものの性能に難があったことから、実験機3機の生産に留まっている。
『アナハイム・ラボラトリー・ログ』第二話では月面において哨戒中の本機が接近するジオン残党部隊を感知するところから物語が開始されている。

### ジム改［ケラウノス所属機］
雑誌企画『ADVANCE OF Ζ 刻に抗いし者』に登場（型式番号：RGM-79C）。パイロットはヴァン・アシリアイノ。
ザンジバル級機動巡洋艦「ケラウノス」に搭載されていた予備機の足りない部分を、ジム・コマンドのパーツやジャンクパーツで代用した機体。パックパックや頭部センサーがジム・コマンドの物となっている。機体スペックは通常のジム改と同様。コクピットはリニアシート仕様になっている。
機体を組み立てる際、メカニックのロープス・スグル・アキヤマにヴァンは好みのセッティングを試すように促されており、極端でもいいのでダッシュの効く機体を好む彼の趣向から、活動時間を犠牲にブースター出力を高めるよう設定されている。
武装も既存のジムタイプのものを使用するが、ヴァンは重力下でダミーバルーンを使ったトリッキーな戦法で戦果を上げた。
北米大陸アパラチア山脈での戦闘で中破し、ジム改［ワグテイル］に修復・強化された。

#### ジム改［ワグテイル］
雑誌企画『ADVANCE OF Ζ 刻に抗いし者』に登場（型式番号：RGM-79C[WAGTAIL]）。
ジム改［ケラウノス所属機］が中破したのを機に改修した機体である。パイロットは引き続きヴァン・アシリアイノが務める。
カラバとアナハイムによる「ジムIII計画」のトライアウトで選に漏れた高機動型テストパーツ「ワグテイルユニット」をアナハイムから譲り受け、強引に取り付けた物で、ペットネームの「ワグテイル」も、このテストパーツのコードネームにちなむ。テストパーツはラビアンローズ級ドック艦「ロサ・ギガンティア」のスタッフがジムIII計画内でジム用の機動強化ユニットとして開発したもので、ハイエンド機の性能をジムで実現しようとしたもの。ケラウノスに送られたのは、この装備の実戦テストという意味合いがあった。
バックパックに両肩のスラスター、脚部バーニアを増強し脚部に至っては、フレームを延長し新型熱核ロケットエンジンを搭載したことでプロペラント容量も増大し、ジム改と比較して過剰とも取れる高い機動性を獲得したが、その分扱いづらいピーキーな機体に仕上がった。また、ワグテイルユニットは本来、フレーム強度の関係からジム改への装着は想定されておらず、追加パーツにはリミッターをかけて運用している。このワグテイルユニットは、ガンダリウムγの採用が計画されており、将来的にはそれを使用したアッパーパーツが開発される可能性も示唆されている。
改修に伴い、機体にインストールされていたモーションコントロール・プログラムは使用できなくなったため、人工知能同士を仮想空間で戦わせてプログラムを構築している。プログラム完成直後の初陣では、フルブーストの際に各スラスターが合力せず、力任せに跳躍してしまい、まともにライフルの照準を付けることもままならなかったが、教育型コンピューターに実戦経験を積ませることで洗練させていった。
武装はジムII用のビーム・ライフルをバレルを延長してRX-78系の丸型センサーを取り付けたらしき強化型ライフルと、ジム・コマンドやジム・カスタムなどが用いる曲面型対ビームコーティングシールドを、肩部スラスターに干渉しないよう上半分を除去したシールドと、両肩とシールド裏に合計4本のビーム・サーベルを装備する。シールドに装備したサーベルはシールドに装着した状態のままでも使用可能となっている。また、強化ライフルは劇中では3連バーストモード（3発連続して発射する機能）使用していたことから、セミモード（一発発射）や3連バーストモードの切り替えがあることが確認されている。

#### ワグテイルII
雑誌企画『ADVANCE OF Ζ 刻に抗いし者』に登場（型式番号：MSK-003）。
アーネストが操るマラサイに撃墜され、中破したジム改［ワグテイル］を改修した機体。パイロットはヴァン・アシリアイノ。彼が負傷した際には、ケラウノス艦長のフォルカー・メルクスが搭乗した。
ティターンズ側では改修前のワグテイルと交戦した強化兵士ロスヴァイセが付けた「ブルー・フロッギー」のあだ名がコードネームとして正式に登録されている。カラーリングは破損の度に塗り替える手間を考え、改修前からシンプルになっている（改修前は肩部パーツが白をベースに青で縁取りされていたのが、ワグテイルIIでは青単色になっている等）。
胴体や関節などにジム・カスタムのパーツを組み込み、頭部とバックパック、コックピットブロックはジムIII計画で開発されたワンオフのテストパーツに変更。頭部メインカメラは跳弾板に囲われたツインアイタイプとなっている。バックパックにはスラスターを多数搭載したバインダーが装備され、バインダー先端のビーム･サーベルは一種の隠し武器として使用が可能。ワグテイルユニットもガンダリウム合金製の装甲にアップデートされている。また、ジム・カスタムのパーツの組み込みによってフレーム強度の問題が解決したことから、ワグテイルユニットを本来の出力で使用可能となった。
ジム・カスタムのパーツを組み込んだ改修によってベース機を特定できなくなったため、このままジム改と名乗らせるのはジム改とワグテイルユニットの開発スタッフに失礼であるというフォルカーの意向から、「ジム改」の名称も外され、型式番号もカラバ系のものが与えられた。ニューギニア基地攻略戦においてアッシマー、マラサイとの戦闘において大破。後に修復され後述のワグテイルIIexへ生まれ変わった。

#### ワグテイルIIex
雑誌企画『ADVANCE OF Ζ 刻に抗いし者』に登場（型式番号：MSK-003）。
ニューギニア基地攻防戦後、ワグテイルIIが再改修された機体。ヴァンらケラウノスの面々が宇宙へ上がった後、アウドムラへ配備されるが、後にガウ改級「アトバラナ」へ受領され、義勇兵のヨーン・ユルヤナが搭乗し各地を転戦した。
元々の母艦であるケラウノスの撃沈によって予備の試作パーツが枯渇したため、バックパックをハイザックのものに変更しカラーリングも緑を基本としたカラバカラーに改められた。その後の戦闘で負った損傷修理のため腕部をジムIIのものに、別の戦闘で負った損傷修理のために頭部を元のジム改［ワグテイル］時のものに戻し、バックパックユニットをジムIIIのものへ変更、その結果、他機体からの流用パーツ数はワグテイルバリエーションの中でも最大となっている。
背部のバインダーや両肩のスラスターは省かれているが、全スラスターを同調させた際の瞬発力は健在である。 

### ジム索敵型
PCゲーム『機動戦士ガンダム リターン・オブ・ジオン』に登場する偵察用MS（型式番号：RGM-79E）。
連邦軍初の索敵用MSとして開発された機体で、巨大な頭部などに高性能センサーが収められている。胴体および両腕部の形状はジム改のそれだが、脚部はジム・カスタムのものに近い。高コスト故に生産数は少数にとどまったが、その性能は高くセンサー類に改良を重ねて運用され続けており、宇宙世紀0089年のアフリカでも実戦配備されている機体が確認されている。